# Wadym Archyptschuk
Wadym Antonowytsch Archyptschuk (ukrainisch Вадим Антонович Архипчук, engl. Transkription Vadym Arkhypchuk; * 6. Juli 1937 in Kiew; † 15. Januar 1973 ebd.) war ein ukrainischer Sprinter, der für die Sowjetunion startete.
Bei den Olympischen Spielen 1960 in Rom erreichte er über 200 m das Viertelfinale.
1962 schied er bei den Leichtathletik-Europameisterschaften in Belgrad über 400 m im Halbfinale und in der 4-mal-400-Meter-Staffel im Vorlauf aus.
Bei den Olympischen Spielen 1964 in Rom wurde er Siebter in der 4-mal-400-Meter-Staffel und erreichte über 400 m das Viertelfinale.
Viermal wurde er Sowjetischer Meister über 400 m.

## Persönliche Bestzeiten
- 200 m: 21,1 s, 1960
- 400 m: 46,3 s, 20. Juli 1963, Moskau